# Castillo de la Real Fuerza
Il Castillo de la Real Fuerza è una fortezza che si trova sul lato occidentale del porto de L'Avana, a Cuba, e che confina con la Plaza de Armas.

## Storia
I lavori per la costruzione del forte iniziarono il 1 gennaio 1558 sul sito di una fortezza preesistente distrutta dai corsari francesi nel 1555 e terminarono nel 1577.
Costruito per difendersi dagli attacchi dei pirati e dei nemici della Corona spagnola, soffriva però di una posizione sfavorevole perché era troppo distante dall'imboccatura del porto per essere un efficace baluardo difensivo. Nonostante questo inconveniente, nel 1762 la fortezza resistette agli attacchi dell'artiglieria inglese durante la battaglia dell'Avana e, insieme al Castello del Morro, fu uno dei principali baluardi della difesa della città prima della capitolazione.
Il castello è considerata la più antica fortezza coloniale del continente americano ancora esistente e dal 1982 fa parte del patrimonio dell'umanità de "L'Avana Vecchia e le sue fortificazioni".
Nel 1634 Juan Vitrián de Viamonte aggiunse una torre di guardia sormontata da banderuola di bronzo chiamata La Giraldilla risalente al 1632, scolpita a forma di donna e opera di Gerónimo Martín Pinzón. La banderuola è ispirata alla figura che si trova sulla sommità della Giralda di Siviglia e una credenza comune è che rappresenti Isabel de Bobadilla, che governò L'Avana quando il marito Hernando de Soto intraprese una spedizione per Florida senza far ritorno perché ucciso dai Natchez. La figura divenne il simbolo dell'Avana tanto esser raffigurata sull'etichetta del rum Havana Club, sul giornale cubano Tribuna de La Habana e nel logo della squadra Industriales del campionato cubano di baseball.